# D'abord, ils ont tué mon père
Pour l'article sur le film, voir D'abord, ils ont tué mon père (film).
D'abord, ils ont tué mon père (First They Killed My Father) est un livre de la Cambodgienne Loung Ung paru en 2000. Il s'agit d'un compte-rendu de son expérience sous le régime des Khmers rouges.

## Résumé
La famille Ung menait une vie confortable et aisée à Phnom Penh. Une famille heureuse dont les enfants étaient gâtés et menaient une vie insouciante. Loung Ung avait cinq ans lorsque le régime de Pol Pot a pris le pouvoir au Cambodge. Son père était un riche employé du gouvernement, c'est-à-dire une cible privilégiée pour les Khmer rouges. Loung, ses parents et plusieurs frères et sœurs ont dû quitter leur maison de Phnom Penh, vidée de ses habitants en avril 1975, se mettant en route du jour au lendemain sans destination. Ils ont été contraints de laisser tous leurs biens derrière eux, prétendant être une famille de paysans afin d'éviter la capture, et furent finalement envoyés dans un camp de travail.
Après une série de camps de travail, Loung et sa famille devinrent usés par la faim constante et l'épuisement, la peur et la séparation, devant cacher leurs émotions afin d'éviter de paraître faibles. Bientôt, Khouy et Meng, les frères de Loung, ainsi que Keav, sa sœur, furent envoyés dans un autre camp de travail. Keav mourut peu après son arrivée. Par la suite, le père de Loung fut emmené par des Khmers rouges et ne revint jamais, certainement tué. La mère de Loung força cette dernière, sa sœur Chou et son frère restant à fuir. La mère resta seule avec son bébé et ne fut jamais retrouvée, probablement tuée elle aussi. Loung et Chou, trop effrayées à l'idée de se séparer comme on le leur avait demandé, rejoignirent un camp de travail pour enfants, et restèrent ensemble, jusqu'à ce que Loung soit envoyée dans un autre camp afin de devenir enfant soldat.
Finalement, après l'invasion du Cambodge par le Vietnam en 1979, soldant ainsi la fin du régime khmer rouge, Loung retrouva ses frères et sœurs, et s'enfuit avec Meng et Eang, la nouvelle femme de Meng, successivement au Vietnam, en Thaïlande puis aux États-Unis.

## Suite
La vie de Loung aux États-Unis et son retour au Cambodge, des années plus tard, sont retranscrits dans son second livre, Lucky Child (en).

## Adaptation au cinéma
Le livre est adapté en film par Angelina Jolie, il est disponible en exclusivité sur Netflix depuis le 15 septembre 2017 et présenté au Festival International du film de Toronto 2017.